# 14504 Tsujimura
14504 Tsujimura è un asteroide della fascia principale. Scoperto nel 1995, presenta un'orbita caratterizzata da un semiasse maggiore pari a 2,3334368 UA e da un'eccentricità di 0,1394052, inclinata di 5,02973° rispetto all'eclittica.